# NK Pomorac Kostrena
NK Pomorac je hrvatski nogometni klub sa sjedištem u Kostreni, predgrađu Rijeke. Kostrena je lučki grad koji leži na Jadranskom moru. Kostrena je poznata po svojoj pomorskoj tradiciji, koja se ogleda u klupskom imenu.
Osnovan 1921. godine NK Pomorac važi za jednog od najstarijih nogometnih klubova u Hrvatskoj. Trenutačno se ne natječe ni u jednom rangu hrvatskog nogometa. Pomorac je sezone 2009./10. i 2011./12. završio na drugom mjestu, ali mu je odbijen zahtjev za promociju zbog nedobivanja licencije za ulazak u Prvu ligu. Od 2012. do 2014. godine Pomorac postaje filijala susjedne prvoligaške ekipe Rijeke. 
20. listopada 2014. donesena je odluka kako je Pomorac izbačen iz 2. HNL zbog nepodmirenja dugova.

## Povijest

### Početci Nogometnog kluba Pomorac
- Prva nogometna lopta je došla u matični grad NK Pomorac, Kostrenu, 1912. godine. Imala je marku tada poznate praške marke Emanuel Fiedler. Cijenu od 7 kruna tada su podmirili sami igrači, a loptu je donio Klonimir Šarinić.
- Nevjerojatno, ali istinito: igrači su sami napravili teren! Izravnali su teren u kamenolomu poznatim pod imenom Vela kava. Prvi igrači i tvorci terena su bili: Božo Polić, Arturo Gržalja, Joško Marunić, Klonimir Šarinić, Vitomir Vranić, Milivoj Tićac, Slave Sablić, Hektor Dujmić, Ivan Vidrih, Rudolf-Dolfo Šikić, Bene Grdaković, Bartol Jelenčić, Martin Kovačević, Vjekoslav Miloš, Nadal Katunarić, Viktor Grdaković, Ivan Linić, Anđelo Šikić i Andre Urščić. Organizatori su bili: Ivan Katunarić i Nino Gržalja.
- 1913. godine u Svetoj Barbari se osnovao novi klub, nazvan Sportski omladinski kostrenski klub, ili skraćeno: S.K.O.K. Bože Rendić je bio dobavljač (tada) moderne opreme.

### Stvaranje ŠK Jadran
- Hrvatski i općenito svjetski sport zamire tijekom Prvog svjetskog rata. U Hrvatskoj se počeo obnavljati 1921. Te godine u svibnju, u Narodnoj čitaonici Kostrena, osniva se novi sportski klub, nazvan Športski klub Jadran. Osnivači su bili: Josip Rožmanić, Ernesto Požmanić, Arturo Hirš, Ivan Puž, Vitomir Perović, Zorko Suslić, Vitomir Vito Linčić i Anzelmo Grdaković. Prvi predsjednik je bio Nikola Arnautov, tajnik Ivan Ružić, a blagajnik jedan od igrača Ivan Puž.
- Dresovi su bili plavo-bijeli i prugasti. Prva utakmica je odigrana 1923., protiv Slavije. Završilo je 3:0 za Slaviju. No, sve do 1933. godine, ŠK Jadran dobiva i službenu registraciju u nogometnom savezu.

### Razdoblje od 1921. do 1941.
- Između 1921. i 1941., klub se našao u teškoj financijskoj situaciji, no opstao je. Bez novca se teško dolazilo do nogometnih rekvizita.
- 1929. godine, ŠK Jadran je odigrao i međunarodnu utakmicu protiv mornara Britanske mediteranske flote. Rezultat je, nažalost, ostao nepoznat.

### Prva pravila kluba
- Sjedište kluba je bilo u Kostreni, u Sv. Luciji. Boja kluba je bila plava, stadion se zvao Žurkov, a svrha je bila: "...jačanje i vježbanje tijela savijanjem i pomicanjem i širenje društvenosti." Novac se dobivao prinosima članova, darovima, zabavama i zarađenim od prodaje ulaznica.
- Također stoji: "Osobe koje se profesionalno bave bilo kojim sportom, ne mogu biti članovi kluba. Na svakoj se mjesečnoj sjednici ima položiti račun o stanju klupske imovine i blagajničkom djelovanju."
- Osnovan je i Međuklupski odbor koji je prerastao u Prvu župu zagrebačkog nogometnog podsaveza (kasnije Sušački nogometni podsavez).
- Prva utakmica pod registracijom saveza je bila protiv JŠK Kostrene, a završila je simbolično, 1:1.

### Profesionalizacija
- Slavko Paškvan govori o svojim prvim profesionalnim koracima: "Jela je bila klub iz Divizijske lige i igrala je za ulazak u višu ligu. I onda su mene, Matu Ćabrijana i Valka Babića vrbovali da idemo tamo (u ŠK Jadran). Svaki trening su nam plaćali po 15 dinara, a tada su plaće bile po 20 dinara. I dobili smo bicikle da možemo brže doći na trening. Tako ispada da smo mi bili prvi profesionalci iz Kostrene."
- 1936. se igralo prvenstvo po kup-sistemu. ŠK Jadran se našalio s Kostrenom pobijedivši je 4:0 i 8:0. Zatim je došlo Primorje Krasica koje je Jadran također prošao (3:0 i 1:3). No, dalje od polufinala nije išlo. Sušačka Victoria ih je svladala 5:0 poslije 1:1 koje je Jadran ostvario na svojoj travi, u Žurkovu.
- Dvije obitelji s po 4 igrača je obilježilo Jadranovu povijest; braća Vičić (Milutin, Ivica, Srećko i Viktor) i braća Paškvan (Rudolf, Mihovil, Ante Miško i Ivan Ivo).
- Sezona 1937./38. je bila dobra za ŠK Jadran. Četvrto mjesto u konkurenciji 9 klubova.

### Razdoblje od 1942. do 1953.
- Godine 1942. mladi Kostrenjani odlaze u rat, a njihova oprema je poslužila kao odjeća i obuća vojnicima na ratištu. Prva poslijeratna utakmica se održala 9. lipnja 1946. Fiskulturno društvo Jedinstvo iz Sušaka je pobijedilo Kostrenjane, no rezultat nije bilo ono glavno. Važna je bila obnova sportskih aktivnosti. Kasnije, FD Kostrena je stupila u FD Primorac iz Sušaka, kao ogranak Kostrena. No, ambicije rastu i Društvo se ispisuje iz sušačke matice. No, ime Jadran se moralo promijeniti zbog tadašnjih političkih razloga.
- Dana, 23. rujna 1946. prihvaća se ime Pomorac. Poslovni odbor se sastojao od sljedećih osoba: Ivan Puž (predsjednik), Nevenko Matković, Nikica Šarinić, Ivan Rubinić, Ivan Paškva, Viktor Žgur, Mirjana Linčić, Stanko Sablić i Teodor Medanić.
- Društvo je, prema izvještajima iz 1946. imalo 247 članova, od kojih 149 omladinaca i omladinki. Svi drugi sportovi koji su pripadali Društvu osim nogometa nisu mnogo napredovali (baš naprotiv, nazadovali su) zbog čestih odlazaka ljudi za poslom na more.
- Nogometaši su imali jednu bolju loptu za utakmice, i jednu lošiju za treninge, iako ih je prema klupskom planu trebalo biti najmanje 5.
- Godine 1950. igralo se čak 47 utakmica, a Pomorac osvaja visoko treće mjesto.

### Planovi za novi stadion
- Godine 1953. odbor odlučuje da će se izgraditi novi stadion za potrebe kluba, no 1955., radovi se prekidaju zbog manjka financijskih sredstava.
- Nino je Krstulović trener, 1959. preporodio igrače. U proljeće 1960. Pomorac je sedmi na tablici Podsavezne lige, ali zato u jesen te iste godine zauzima trijumfalno prvo mjesto.
- No, opet igrači odlaze na more, te je Pomorac prikovan za dno ljestvice sve do 1963.
- Početak sezone 1964./65. je obilježilo otvaranje novog stadiona, te osvajanje 3. mjesta od ukupno 12 momčadi u Podsaveznoj ligi.

### Uspješna jubilarna pedeseta obljetnica kluba
- Na stadionu u Žuknici su dovršeni i najsitniji detalji, a također je izdana i značka u povodu 50. obljetnice kluba. U toj sezoni, Pomorac je bio rasadnik talenata s velikim brojem dobrih igrača. Mnogi smatraju da je to bila i najbolja postava ikad NK Pomorca.
- Također se planira zasaditi trava na stadionu i izrada spomenika svim palim sportašima Kostrene. Doživotni počasni članovi su postali: Ivan Puž, Ivan Jovo Mihaljević, Ivan Rubinić, Josip Pepe Glažar i Vladivo Suzanić.

### Odlazak brojnih istaknutih Kostrenjana vezanih uzsport
- Godina 1976. donijela je odlazak Ivana Jove Mihaljevića, organizatora društvenih zbivanja i Pomorca.
- Iste godine umire i Egon Polić, jedan od najboljih igrača Pomorca ikad. U njegovu čast se održava Memorijal Egona Polića.
- Podignut je i spomenik svim sportašima Kostrene koji su otišli u partizane u znak vječne zahvalnosti i sjećanja.

### Travnato igralište
- U sezoni 1978./79., otvoreno je i igralište s travom. Za tu prigodu, odigrana je i utakmica između Pomorca i Rijeke, a početni udarac je izveo još jedan istaknuti Kostrenjanin Ivan Rubinić.

### Jedna od najboljih sezona u povijesti
- 1983./84. Pomorac iz Regionalne lige seli u Hrvatsku ligu – Zapad, nakon 14 pobjeda, 3 poraza i 9 neriješenih ishoda. Osvojili su 4. mjesto.

### Pomorac u samostalnojHrvatskoj
- 1995./96. Pomorac osvaja Treću ligu – Zapad s lakoćom (76 bodova) i ulazi u Drugu ligu – Zapad.

(Pomorac: Knez, Duda, Smeraldo, Žagar (kapetan), Gajsler, Kolar, Uremović, Smolić, Matrljan, Miletić, Rožmanić, Karlovčan, Aleksić, Matković, Lukarić, Ivančić, Gregorović, Jurčić, Laser). Izvrstan način za proslavu 75. godišnjice kluba! Iste godine, Pomorac je s Hajdukom odigrao nezaboravnih 180 minuta. Bilo je 0:2 na Žuknici i 1:1 u Poljudu.
- U Drugoj ligi se Pomorac zadržao 5 godina, sve do sezone 2001./02. kada ulazi u Prvu hrvatsku nogometnu ligu čime je ostvaren najveći uspjeh u povijesti kluba. U sezoni 2001./02. Pomorac osvaja 7. mjesto, a u sezoni 2002./03. tek 11 mjesto te u kvalifikacijama za ostanak gubi od zaprešićkog INKER-a (0:0 i 1:3) i ispada u 2. HNL. I u današnje dane NK Pomorac se natječe u Drugoj ligi (2. HNL), te vreba priliku za povratak u elitni razred.

## Trofeji
Druga HNL
- Vice prvaci (5): 1996./97. (Zapad), 2000./01., 2003./04. (Jug), 2009./10., 2011./12.

 Treća HNL
- Prvaci (2): 1995./96., 1998./99.

 1. ŽNL Primorsko-goranska
- prvaci: 2019./20.

 2. ŽNL Primorsko-goranska
- prvaci: 2017./18.

## Statistika natjecanja u Republici Hrvatskoj
| Sezona    | Liga               | Liga | Liga | Liga | Liga | Liga | Liga | Liga | Liga  | Kup  | Najbolji strijelac            | Najbolji strijelac |
| Sezona    | Stupanj            | U    | P    | N    | I    | G+   | G-   | Bod  | Poz   | Kup  | Igrač                         | Golovi             |
| --------- | ------------------ | ---- | ---- | ---- | ---- | ---- | ---- | ---- | ----- | ---- | ----------------------------- | ------------------ |
| 1992.     | 3. HNL – Zapad "A" | 14   | 7    | 3    | 4    | 17   | 9    | 17   | 3.    |      |                               |                    |
| 1992./93. | 3. HNL – Zapad     | 30   | 14   | 10   | 6    | 46   | 29   | 38   | 3.    |      |                               |                    |
| 1993./94. | 3. HNL – Zapad     | 32   | 19   | 6    | 7    | 68   | 27   | 44   | 3.    |      |                               |                    |
| 1994./95. | 3. HNL – Zapad     |      |      |      |      |      |      |      |       |      |                               |                    |
| 1995./96. | 3. HNL – Zapad     | 30   | 24   | 4    | 2    | 68   | 15   | 76   | 1. ↑  | 1/16 | Alen Jurić                    | 13                 |
| 1996./97. | 2. HNL – Zapad     | 30   | 22   | 3    | 5    | 63   | 16   | 69   | 2.    |      |                               |                    |
| 1997./98. | 2. HNL – Zapad     | 30   | 19   | 5    | 6    | 70   | 17   | 62   | 4. ↓  |      |                               |                    |
| 1998./99. | 3. HNL – Zapad     | 30   | 23   | 4    | 3    | 65   | 15   | 73   | 1. ↑  |      | Rajmond Blažić                | 18                 |
| 1999./00. | 2. HNL             | 32   | 17   | 9    | 6    | 49   | 26   | 60   | 4.    | PR   | Ivan Režić                    | 12                 |
| 2000./01. | 2. HNL             | 34   | 21   | 7    | 6    | 80   | 30   | 70   | 2. ↑  |      |                               |                    |
| 2001./02. | 1. HNL             | 30   | 12   | 4    | 14   | 36   | 41   | 40   | 7.    | 1/2  | Marin Prpić                   | 10                 |
| 2002./03. | 1. HNL             | 32   | 7    | 11   | 14   | 42   | 52   | 32   | 11. ↓ | 1/4  | Ivica Karabogdan              | 9                  |
| 2003./04. | 2. HNL – Jug       | 32   | 16   | 10   | 6    | 55   | 39   | 58   | 2.    | 1/16 |                               |                    |
| 2004./05. | 2. HNL – Jug       | 32   | 13   | 7    | 12   | 37   | 36   | 46   | 7.    | 1/8  | Nemanja Ćorović               | 16                 |
| 2005./06. | 2. HNL – Jug       | 32   | 15   | 13   | 4    | 65   | 31   | 58   | 3.    | 1/16 | Edi Petrović                  | 15                 |
| 2006./07. | 2. HNL             | 30   | 11   | 9    | 10   | 53   | 51   | 42   | 8.    | 1/16 | Ivica Karabogdan              | 11                 |
| 2007./08. | 2. HNL             | 30   | 14   | 7    | 9    | 42   | 28   | 49   | 4.    | 1/8  | David Dujanić                 | 7                  |
| 2008./09. | 2. HNL             | 30   | 9    | 5    | 16   | 29   | 45   | 32   | 13.   | 1/4  | Edi Petrović                  | 6                  |
| 2009./10. | 2. HNL             | 26   | 14   | 5    | 7    | 39   | 22   | 47   | 2.    | 1/4  | Ivor Weitzer                  | 8                  |
| 2010./11. | 2. HNL             | 30   | 16   | 8    | 6    | 50   | 23   | 56   | 3.    | 1/8  | Tomislav Ivičić, Martin Šaban | 10                 |
| 2011./12. | 2. HNL             | 28   | 18   | 2    | 8    | 63   | 30   | 56   | 2.    | 1/16 | Ivor Weitzer                  | 14                 |
| 2012./13. | 2. HNL             | 30   | 13   | 7    | 10   | 51   | 39   | 46   | 7.    | 1/16 | Dražen Pilčić                 | 18                 |
| 2013./14. | 2. HNL             | 33   | 10   | 14   | 9    | 24   | 24   | 44   | 8.    | 1/16 | Matej Mršić                   | 5                  |

#### Tumač
| Liga - U = Utakmica igrano - P = Pobjeda - N = Nerješeno - I = Izgubljeno - G+ = Golova postignuto - G- = Golova primljeno - Bod = Ukupno bodova - Poz = Pozicija na kraju sezone | Kup - PR = Pretkolo - 1/16 = 1/16 finala - 1/8 = 1/8 finala - 1/4 = 1/4 finale - 1/2 = 1/2 finale - Vp = Viceprvak - P = Pobjednik | Stupanj natjecanja - 1. HNL = Prva hrvatska nogometna liga - 2. HNL = Druga hrvatska nogometna liga - 3. HNL = Treća hrvatska nogometna liga Plasman \| \| \| ↑ \| ↓ \| \| Prvaci \| Viceprvaci \| Promocija \| Ispadanje \| |           |
| | | ↑ | ↓         |
| Prvaci | Viceprvaci | Promocija | Ispadanje |

## Nastupi NK Pomorac uHrvatskom nogometnom kupu
- 1995./96.

1/16 finala: NK Pomorac – HNK Hajduk Split 0:2 1:1 (1:3)
- 1999./2000.

pretkolo: NK Pomorac – NK Marsonia Slavonski Brod 0:0 (3:4) 11 m
- 2001./02.

pretkolo: NK Pomorac – NK Hajduk Pridraga 6:0
1/16 finala: NK Pomorac – NK Slaven Belupo Koprivnica 4:1
1/8 finala: NK Pomorac – NK Inker 5:1
1/4 finale: NK Pomorac – NK Zagreb 2:1 1:0 (3:1)
1/2 finale: NK Pomorac – NK Varteks Varaždin 1:0 0:2 (1:2)
- 2002./03.

1/16 finala: NK Istra Pula – NK Pomorac 2:3
1/8 finala: NK Pomorac – NK Slaven Belupo Koprivnica 1:0
1/4 finala: NK Varteks Varaždin – NK Pomorac 3:2 1:1 (4:3)
- 2003./04.

1/16 finala: NK Croatia Sesvete – NK Pomorac 3:0
- 2004./05.

1/16 finala: NK Karlovac – NK Pomorac 0:3
1/8 finala: NK Pula 1856 – NK Pomorac 3:1
- 2005./06.

1/16 finala: NK Vinogradar Mladina – NK Pomorac 2:1
- 2006./07.

1/16 finala: HNK Vukovar '91 – NK Pomorac 2:1
- 2007./08.

1/16 finala: NK Slavonija Požega – NK Pomorac 1:4
1/8 finala: NK Slaven Belupo Koprivnica – NK Pomorac 1:0
- 2008./09.

1/16 finala: HNK Vukovar '91 – NK Pomorac 0:1
1/8 finala: NK Pomorac – NK Varteks Varaždin 2:0
1/4 finala: NK Pomorac – HNK Cibalia Vinkovci 1:1 1:1 (3:5) 11 m
- 2009./10.

1/16 finala: NK Slavonac CO Stari Perkovci – NK Pomorac 1:5
1/8 finala: NK Pomorac – NK Rudar Labin 9:0
1/4 finala: NK Pomorac – NK Dinamo Zagreb 0:2 2:3 (2:5)
- 2010./11.

1/16 finala: NK Graničar Županja – NK Pomorac 0:2
1/8 finala: NK Pomorac – NK Zagreb 0:1
- 2011./12.

1/16 finala: NK Rudeš Zagreb – NK Pomorac 2:1
- 2012./13.

1/16 finala: NK Koprivnica – NK Pomorac 1:1 (2:1) produžeci
- 2013./14.

1/16 finala: NK Lučko – NK Pomorac 4:1
- 2014./15.

1/16 finala: NK GOŠK Dubrovnik – NK Pomorac 7:0
U sezoni 2011./12. trener ovog kluba bio je Predrag Stilinović koji završetkom sezone prelazi u HNK Rijeka za voditelja omladinske škole. 
Klub je sezonu 2011./12. završio na 2. mjestu 2. HNL te time treći puta zaredom u tri godine rezultatski ostvario plasman u 1. HNL. Zbog nedostatka financijskih sredstava, klub je ostao u 2. HNL. 
U sezoni 2012./13. trener ovog kluba je Stjepan Ostojić kojeg nasljeđuje Ranko Buketa. Sezonu 2012./13. klub završava na 7. mjestu 2. HNL, čime je osiguran ostanak u novoformiranoj jedinstvenoj 2. HNL koja broji 12 klubova. U sezoni 2013./14. trener je bio Alen Horvat.

## Najbolji strijelci po sezonama
| Sezona      | Nogometaš                     | Broj golova |
| ----------- | ----------------------------- | ----------- |
| 2013./2014. | Matej Mršić                   | 5           |
| 2012./2013. | Dražen Pilčić                 | 18          |
| 2011./2012. | Ivor Weitzer                  | 14          |
| 2010./2011. | Martin Šaban, Tomislav Ivičić | 10          |
| 2009./2010. | Ivor Weitzer                  | 8           |
| 2008./2009. | Edi Petrović                  | 6           |
| 2007./2008. | David Dujanić                 | 7           |
| 2006./2007. | Ivica Karabogdan              | 11          |
| 2005./2006. | Edi Petrović                  | 15          |
| 2004./2005. | Nemanja Ćorović               | 16          |

## Vanjske poveznice
- NK Pomorac  Arhivirana inačica izvorne stranice od 9. lipnja 2007. (Wayback Machine)
- Nogometni leksikon